# Pehr Janse

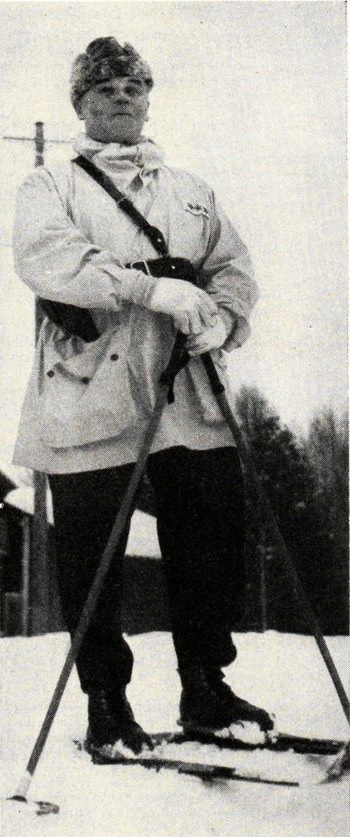
Överste Pehr Janse på skidor under vintermanöver i mars 1945.

Pehr David Albert Janse, född 31 januari 1893 i Lidingö, Stockholms län, död 2 oktober 1961 i Stockholm, var en svensk militär (generalmajor).

## Biografi
Janse var son till överstelöjtnant Albert Janse och Elisabeth Swartz. Han blev underlöjtnant vid Skånska dragonregementet (K 6) 1913, löjtnant 1918 och kapten vid generalstaben 1926. Janse var ryttmästare vid Livregementet till häst (K 1) 1930, major vid generalstaben 1935, överstelöjtnant 1937, vid Södermanlands regemente (I 10) 1938, överste 1941 och generalmajor 1948. Han var stabschef vid kavalleriinspektionen 1935–1938, chef för pansarbataljonen vid Södermanlands regemente 1939–1941, chef för Gotlands infanteriregemente (I 18) 1941–1942, inspektör för pansartrupperna 1942–1945 och ställföreträdande militärbefälhavare för IV.militärområdet 1945–1953.
Han var inspektör vid Svenska BP Oljeaktiebolag från 1953 och ledamot av Kungliga Krigsvetenskapsakademien 1943.
Janse gifte sig första gången 1920 med Ella Holtermann (1895–1949), dotter till kabinettskammarherre Oscar Holtermann och grevinnan Maud von Rosen. Han gifte sig andra gången 1950 med friherrinnan Ewa Creutz (1913–1966), dotter till friherre Carl-Gustaf Creutz och Gertrud Mathilda Schröder. Pehr Janse är begravd på Lidingö kyrkogård.
Han var far till Bengt (1920–2013), Maud (1923–2008) och Pehr (1931–1996).

## Utmärkelser
- Kommendör av Svärdsorden[4]
- Riddare av Dannebrogorden[4]
- Riddare av Vasaorden[4]
- Riddartecknet av I klass av Finlands Vita Ros’ orden[4]

[Redigera Wikidata]